# Йоахім Ховельяр-і-Солер
Йоахім Ховельяр-і-Солер (ісп. Joaquín Jovellar y Soler; 28 грудня 1819—17 квітня 1892) — іспанський військовик і політик, генерал-капітан Куби та Філіппін, голова уряду Іспанії 1875 року.

## Кар'єра
Закінчив військову академію. 1842 року у званні капітана був відряджений на Кубу. 1851 року повернувся на батьківщину, отримавши пост у міністерстві оборони. 1853 року йому було присвоєно звання майора, після чого поїхав до Марокко як особистий секретар Леопольдо О'Доннелла. Після поранення 1860 року отримав звання полковника.
1873 року Еміліо Кастелар призначив Ховельяра на посаду генерал-капітана Куби. Наприкінці 1874 року долучився до повстанців, які відновили монархію та звели на престол Альфонса XII. В першому кабінеті після реставрації монархії Ховельяр отримав портфель військового міністра. У вересні 1875 року він сформував власний уряд. Після нетривалого перебування на посту прем'єр-міністра Ховельяр знову виїхав на Кубу для придушення повстання. Пізніше був губернатором і генерал-капітаном Філіппінських островів.